# لائورا کارلی
لائورا کارلی (ایتالیایی: Laura Carli؛ ‏ ۲۹ مه ۱۹۰۶ – ۱۵ اوت ۲۰۰۵) بازیگر و صداپیشه اهل ایتالیا بود.
از فیلم‌ها یا برنامه‌های تلویزیونی که وی در آن نقش داشته‌است، می‌توان به در آخرین لحظه، برادران کارامازوف و ستارگان پائین را می‌نگردند،  اشاره کرد.